# Linea 36 (Infrabel)
La Linea 36 (Ligne 36 in francese, Spoorlijn 36 in olandese) è una linea ferroviaria belga a scartamento ordinario lunga 99,9 km che unisce la capitale Bruxelles con la città di Liegi.

## Storia
Il 28 settembre 1837 la Chemins de fer de l'État belge, inaugurò la prima tratta della ferrovia, quella compresa tra Lovanio e Tirlemont. Il 2 aprile dell'anno seguente fu poi attivata la tratta Tirlemont-Ans. Il troncone tra Lovanio e Bruxelles fu aperto solamente il 17 dicembre 1866, mentre il servizio passeggeri fu attivato il 13 gennaio successivo.
L'intera ferrovia fu elettrificata tra il 1954 ed il 1955.